# Angelo Celli
Angelo Celli (25 mars 1857, Cagli - 2 novembre 1914, Rome) est un médecin et un zoologiste italien qui étudia la malaria.

## Biographie
Il reçut son diplôme de médecine en 1878 à l'université « La Sapienza » de Rome, où il devint professeur d'hygiène.
En 1880 avec Ettore Marchiafava il étudia un nouveau protozoaïre découvert par Alphonse Laveran qu'ils appelèrent Plasmodium. Plus tard, il s'est avéré, en fait, qu’il découvrirent l'agent actif de la maladie. Il a étudié la biologie et la pathogénèse du Plasmodium malarique pendant des années en compagnie d’Ettore Marchiafava, Amico Bignami, Giovanni Battista Grassi et Giuseppe Bastianelli.
Angelo Celli est célèbre à Rome (une sculpture en marbre le représentant se trouve dans la Bibliothèque de l’Institut d’Hygiène « G. Santarelli » à la cité Universitaire du mont Pincio) pour ses accomplissements en tant qu'hygiéniste, sociologue et député. Après la création par l’État italien de la « Chinino di Stato » pour le contrôle du prix des « drogues » (empêchant les ventes de drogues illégales ou contrefaites et poursuivant des spéculateurs), Celli s’est assuré que cela soit aussi appliqué aux « médecines » soignant la malaria. La conséquence en fut que toutes ces drogues furent bientôt fournies gratuitement aux pauvres.
En ces temps là, les marais Pontins, les marécages de Toscane ainsi que la Maremme et la Basilicate étaient des secteurs malariques. Francesco Saverio Nitti a affirmé que la population d'Atella (par exemple) est restée illettrée et fataliste vis-à-vis de la malaria jusqu'à l'adoption des Lois passées par la « Chinino di Stato » ayant pour conséquence l’instruction et l’information des populations locales vis-à-vis de cette malaria. Ce schéma éducatif fut adopté plus tard par l'Argentine et la Grèce.
Les réalisations scientifiques et sociales de Celli l’amenèrent au grade de Professeur Honoris Causa de l'Université d'Athènes grâce à la « Royal Society for the Promotion of Health” de Londres ainsi qu’à l’attribution de la médaille « Mary Kingsley » par l'école de médecine tropicale de Liverpool.
Alors que les archives Celli sont conservés à la Faculté de médecine et de pathologie de l’Université de Rome La Sapienza, certains de ses papiers et de ses lettres, témoignant son engagement constant en faveur de la santé publique et sa passion en qualité de savant et enseignant d’hygiène, sont conservés dans la bibliothèque du Museo Galileo de Florence.

## Travaux
- The history of malaria on the Roman Campagna from ancient times. London, John Bale, Sons Danielsson (1933).